# 斯科羅金齊
49°4′40″N 25°44′44″E / 49.07778°N 25.74556°E
斯科羅金齊（烏克蘭語：Скородинці）是位於烏克蘭西部泰爾諾皮爾州裏喬爾特基夫區的村莊，面積2.35平方公里，2014年人口657，人口密度每平方公里337.2人。